# Escacena del Campo
Escacena del Campo település Spanyolországban, Huelva tartományban. Escacena del Campo Manzanilla, Paterna del Campo, Berrocal, El Madroño, Aznalcóllar, Sanlúcar la Mayor, Castilleja del Campo és Chucena községekkel határos. Lakosainak száma 2318 fő (2024).

## Népesség
A település népessége az utóbbi években az alábbiak szerint változott:
| Lakosok száma | 2174 | 2162 | 2174 | 2075 | 2077 | 2082 | 2241 | 2284 | 2294 | 2318 |
|               | 2001 | 2004 | 2006 | 2009 | 2011 | 2014 | 2016 | 2019 | 2021 | 2024 |